# Charles Palissot de Montenoy

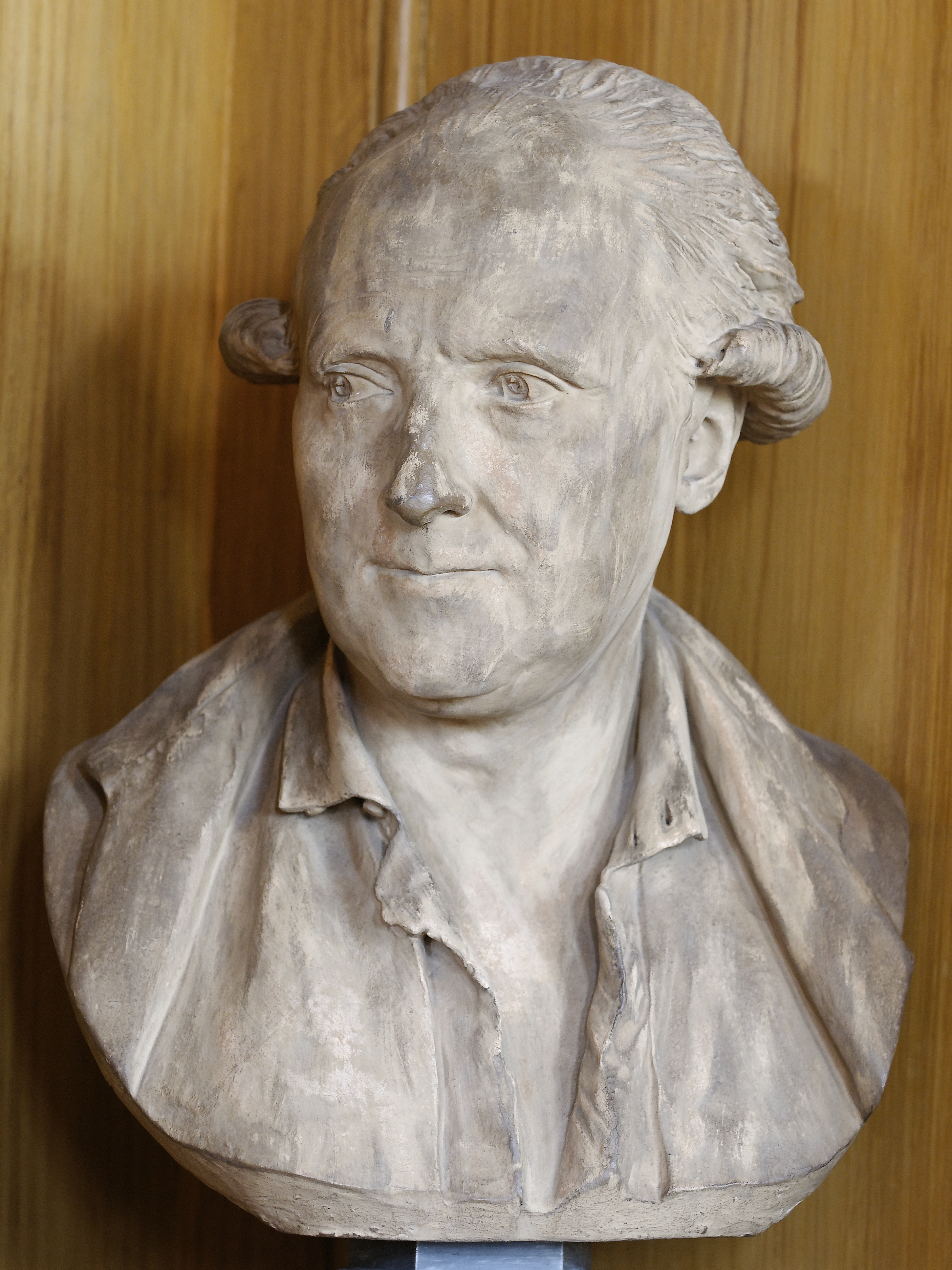
Buste van Charles Palissot de Montenoy

Charles Palissot de Montenoy (Nancy, 3 januari 1730 - Parijs, 15 juni 1814) was een Franse schrijver. Zijn eerste werk werd in 1755 gepubliceerd. Hij was vanaf 1798 lid van de 'conseil des anciens' van het departement Seine-et-Oise en conservator van de bibliothèque Mazarine. Hij was een hevig tegenstander van de verlichte philosophes, vooral van Diderot. Het meeste bekendheid verwierf hij met zijn komedie Les Philosophes, die een enorm schandaalsucces was in 1760.
Hij was verder lid van de volgende groepen: Théophilanthropes, Anti-philosophe (1750-), Académie des inscriptions et Belles-Lettres (1753-), Académie de Nancy (1753-), Société Royale des Belles Lettres de Nancy (1753-) en Révolutionnaire (1789-).

## Biografie
- Les Tuteurs (1755)
- Petites lettres sur de grandes philosophes (1757)
- Les Philosophes (1760)
- La Dunciade ou La guerre des sots (1764)
- Les Courtisanes ou l'école des Moeurs (1775)
- L'Ecueil des moeurs (1782)
- Le Cercle ou Les originaux (1799)

- Bibsys: 2138456
- Biblioteca Nacional de España: XX1741257
- Bibliothèque nationale de France: cb119184692 (data)
- CiNii: DA04832876
- Gemeinsame Normdatei: 118820729
- International Standard Name Identifier: 0000 0001 1025 4715
- Library of Congress Control Number: n84133409
- Nationale Bibliotheek van Tsjechië: mzk2010575575
- Nationale bibliotheek van Australië: 35687889
- Nationale Bibliotheek van Israël: 987007279363405171
- Nederlandse Thesaurus van Auteursnamen: 070881537
- Réseau des bibliothèques de Suisse occidentale: 02-A000127296
- Istituto Centrale per il Catalogo Unico: CSAV024378
- Système universitaire de documentation: 02705635X
- Trove: 1043108
- Virtual International Authority File: 41844665
- WorldCat: E39PBJwmR6PMYPMty4fjBXkbh3